# Jan Eijkelboom
Jan Eijkelboom (Slikkerveer, 1 maart 1926 – Dordrecht, 27 februari 2008) was een Nederlandse journalist, dichter, schrijver en vertaler van onder andere werken van Philip Larkin, John Donne, W.B. Yeats en Derek Walcott. Sedert 3 maart 2001 was hij ereburger en stadsdichter (voor het leven) van Dordrecht, de eerste plaats in Nederland met een stadsdichter.

## Levensloop
Eijkelboom doorliep het gymnasium in Rotterdam, waar hij goed bevriend raakte met Jan Emmens en kortstondig een relatie aanknoopte met diens zus Martha. Vervolgens studeerde hij politieke wetenschappen te Amsterdam. Hij werkte als adjunct-hoofdredacteur bij Vrij Nederland en Het Vrije Volk. Daarna werd hij voor een korte periode de eerste voorlichter van de gemeente Dordrecht, en vervolgens was hij enkele jaren hoofdredacteur van het dagblad De Dordtenaar. In 1953 publiceerde hij de novelle De terugtocht over zijn verblijf in Indonesië tijdens de Indonesische Onafhankelijkheidsoorlog. In 2001 werd deze novelle opgenomen in zijn boek Het krijgsbedrijf. Verder was hij medewerker aan onder andere Propria Cures en Maatstaf en medeoprichter van Tirade.
Op het Damiatebolwerk te Dordrecht is een van zijn bekendste dichtregels gegraveerd: "Wat Blijft Komt Nooit Terug". Ook zijn in de tegelwanden van de tunnel in de Laan der Verenigde Naties, en in het hek tussen het fietspad en de weg enkele dichtregels van Jan Eijkelboom geplaatst. In heel grote kapitalen van vormgever René Knip is in het voorbijrijden te lezen: "Hier baant de laan zich onder 't spoor een weg". In het metalen hek tussen de weg en het fietspad zijn twee langere regels verwerkt in wat kleinere letters, deels in spiegelschrift.
Eijkelboom maakte ook een Nederlandse vertaling van de Fable of the Bees van Bernard Mandeville onder de titel De mopperkorf. Voor De gouden man werd hem in 1983 de Herman Gorterprijs toegekend; in 1994 kreeg hij voor zijn hele oeuvre de Anna Blaman Prijs. In 2003 ontving hij de Jan Campert-prijs voor Heden voelen mijn voeten zich goed.

## Eigen werken
- Het verhaal van Hans Mes (1975)
- Wat blijft komt nooit terug (1979)
- De gouden man (1982)
- Wat blijft komt nooit meer terug (1983)
- De wimpers van de dageraad (1987)
- De Dordtse gedichten (1989)
- Kippevleugels (1991)
- Hora incerta (1993)
- Het lied van de krekel (1996)
- Het arsenaal (2000)
- Het krijgsbedrijf (2000)
- Heden voelen mijn voeten zich goed (2002)
- Tot zover: de meeste gedichten (2002)
- Dit eiland (2003)
- Binnensmonds jubelend (2004)
- Een olifant met geheugenverlies (2005)

## Over Jan Eijkelboom
- Kees van 't Hof: 'Levensbericht - Jan Eijkelboom'. In: Jaarboek van de Maatschappij der Nederlandse Letterkunde te Leiden, 2011-2012, p. 33-44. Volledige tekst
- Kees van 't Hof, Nooit het hele hart. J. Eijkelboom : een biografie, De Arbeiderspers, reeks Open domein, 2021.